# Teutamus
Teutamus là một chi nhện trong họ Liocranidae.